# László Passuth

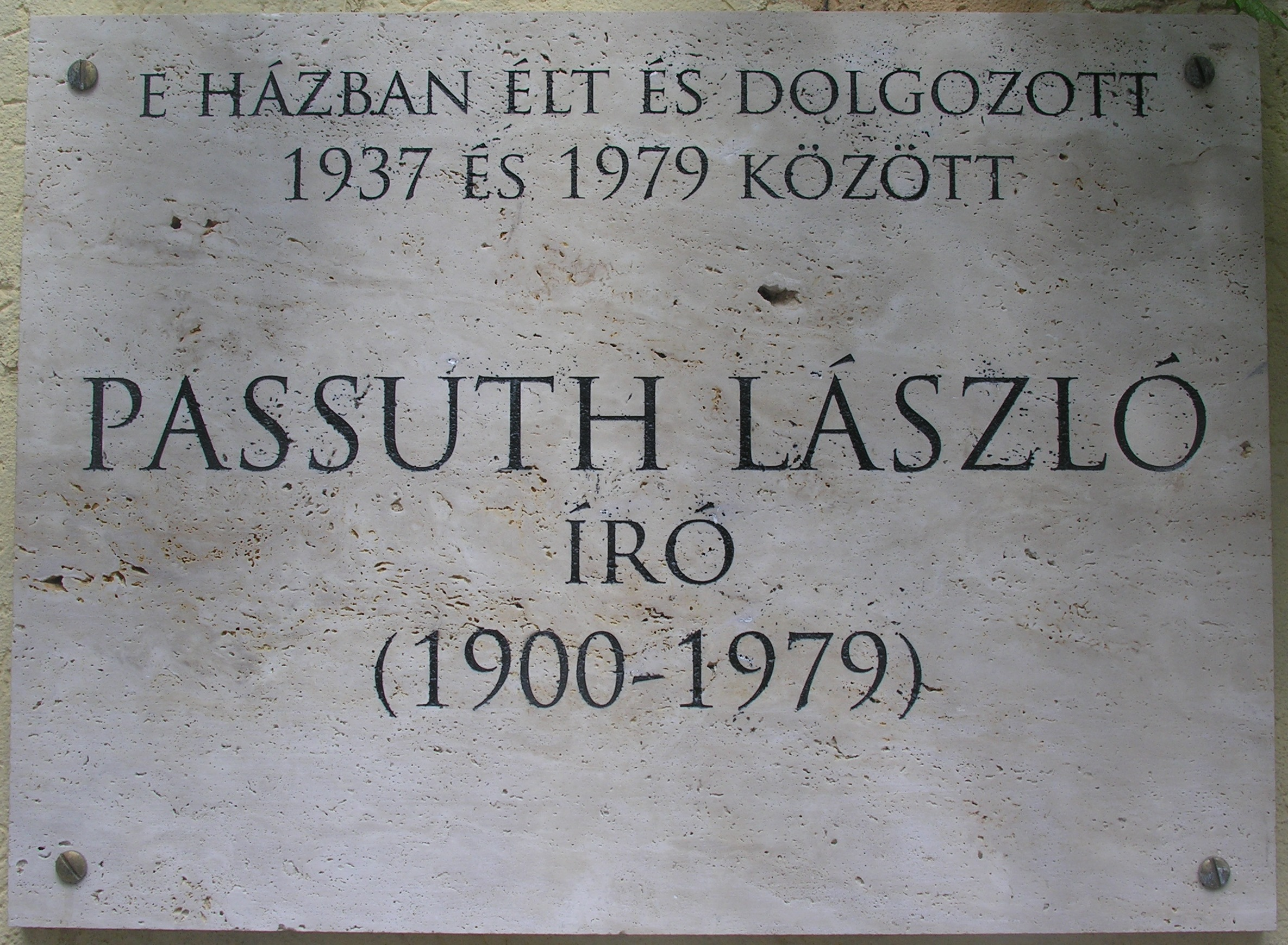
Gedenktafel in Budapest

László Passuth (* 15. Juli 1900 in Budapest, Österreich-Ungarn; †  19. Juni 1979 in Balatonfüred) war ein ungarischer Schriftsteller.

## Leben
László Passuth  studierte Jura und war danach in einer Bank beschäftigt. Nach dem Zweiten Weltkrieg arbeitete er im kommunistischen Ungarn als Übersetzer.
Seinen ersten Roman veröffentlichte er 1937, er schrieb vorwiegend historische Romane, auch zur Musikgeschichte.
Im Jahr 1937 wurde auch seine Tochter Krisztina Passuth geboren, die später als Kunsthistorikerin und Ausstellungskuratorin wirkte.

## Werke (Auswahl)
- Eurázia. Roman. Budapest 1937
- Esőisten siratja Mexikót. Budapest 1939 (über Hernán Cortés)
  - Der Regengott weint über Mexiko. Aus dem Ungarischen übertragen von Andreas Gáspáru und Edith Plany-Mindszent. Graz : Leykam, 1950
- Nápolyi Johanna. Budapest 1940 (über Königin Johanna I. von Neapel)
- Nemzetnevelésünk fő kérdései. Debrecen, Universität, Diss. 1941
- Anna Komnena: Alexias. Budapest: Officina, 1943
- A bíborbanszületett. Budapest 1943 (über Béla III.)
  - In Purpur geboren. Übersetzung Alexander Sacher-Masoch. Wien: Neff, 1962
- Fekete barsonyban. Budapest, 1946
  - In schwarzem Samt: Roman. Übersetzung Alexander Sacher-Masoch. Wien: Neff, 1960
- A mantuai herceg muzsikusa. Budapest: Zenemúkiado Vállalat, 1957 (über Claudio Monteverdi)
  - Monteverdi: Der Roman eines großen Musikers. Übersetzung Alexander Sacher-Masoch. Wien: Neff, 1959
  - Divino Claudio: Ein Monteverdi-Roman. Übersetzung Heinrich Weissling. Lizenzausgabe Leipzig: VEB Deutscher Verlag für Musik 3. Aufl. 1982
- Lagunak. Budapest, 1958
  - Liebe und Tod in den Lagunen: Roman. Übersetzung Alexander Sacher-Masoch. Wien: Neff, 1961
- Sasnak körme között. Budapest 1956 (über Jelena Zrinski)
- Ravennában temették Rómát. Budapest: Móra Ferenc Könyvkiadó, 1963 (über Theoderich den Großen)
  - In Ravenna wurde Rom begraben. Übersetzung Heinrich Weissling. Leipzig: Prisma-Verlag, 1971
- Aranyködben fáznak az istenek. Budapest, Szépirodalmi 1965
  - Gastmahl für Imperia. Ein Raffael-Roman. Übersetzung Heinrich Weissling. Budapest: Corvina-Verlag, 1968
- Madrigál. Budapest, 1968 (über Carlo Gesualdo)
  - Madrigal.  Übersetzung Henriette und Géza Engl. Budapest: Corvina-Verlag, 1972